# Westafrikaanse klepschildpadden
West-Afrikaanse klepschildpadden (Cycloderma) zijn een geslacht van schildpadden uit de familie weekschildpadden (Trionychidae). 

## Naam en indeling
De wetenschappelijke naam van de groep werd voor het eerst voorgesteld door Wilhelm Peters in 1854. De geslachtsaanduiding Cycloderma betekent vrij vertaald 'cirkelhuid' en is een samenstelling van Oudgrieks κύκλος, kuklos = cirkel en δέρμα, derma = huid. De schildpadden zijn bekend van het Mioceen en van het Plioceen tot het Pleistoceen in Afrika. 

### Soorten
Het geslacht omvat de volgende soorten, met de auteur en het verspreidingsgebied.
| Naam                                        | Auteur        | Verspreidingsgebied |
| ------------------------------------------- | ------------- | --- |
| Roodrugweekschildpad (Cycloderma aubryi)    | Duméril, 1856 | Afrika; Congo-Kinshasa, Gabon, Congo-Brazzaville, Angola, waarschijnlijk Centraal-Afrikaanse Republiek, en mogelijk in Kameroen |
| Grijsrugweekschildpad (Cycloderma frenatum) | Peters, 1854  | Afrika; Tanzania, Zambia, Malawi, Mozambique, Zimbabwe                                                                          |

## Uiterlijke kenmerken
Beide soorten hebben een groot en rond, zacht rugschild dat ongeveer 55 tot 60 centimeter lang kan worden. Het buikschild is licht van kleur en draagt twee flappen aan de achterzijde waaronder de achterpoten kunnen worden geborgen. De nek is breed maar de eigenlijke kop vrij klein en spits, de tenen hebben goed ontwikkelde zwemvliezen.

## Levenswijze
West-Afrikaanse klepschildpadden zijn carnivoor en leven van vissen, kreeftachtigen, amfibieën en in het water loevende insecten. Deze worden 's nachts bejaagt, overdag schuilen de dieren in het water. Er worden jaarlijks meer dan twee nesten gegraven waarin de ronde, harde eieren worden gedeponeerd.

## Verspreiding en habitat
West-Afrikaanse klepschildpadden komen voor in Afrika, en niet in het oosten zoals de Cyclanorbis-soorten maar meer in Centraal-Afrika. Het derde geslacht uit de onderfamilie, Lissemys komt overigens niet voor in Afrika maar in Azië. De schildpadden komen voor in de landen Congo-Kinshasa, Gabon, Congo-Brazzaville, Angola, Tanzania, Zambia, Malawi, Mozambique, Zimbabwe, waarschijnlijk Centraal-Afrikaanse Republiek, en mogelijk in Kameroen. De habitat bestaat uit grotere, maar niet te diepe, stilstaande of stromende wateren als meren, rivieren en moerassen.

## Bedreiging en beschermingsstatus
Beide soorten worden bedreigd door de mens door vervuiling en het verzamelen van zowel de eieren als de volwassen exemplaren voor consumptie. Door de internationale natuurbeschermingsorganisatie IUCN is aan beide soorten een beschermingsstatus toegewezen. De roodrugweekschildpad (Cycloderma aubryi) beschouwd als 'kwetsbaar' (Vulnerable of VU) en de Grijsrugweekschildpad (Cycloderma frenatum) als 'bedreigd' (Endangered of EN).